# Circoncision et sida
Pour les articles homonymes, voir Circoncision (homonymie).
La relation entre la circoncision et la propagation du virus du sida est un champ d'études qui donna lieu a plusieurs programmes de circoncisions de grande ampleur en Afrique Subsaharienne menés par l'Organisation Mondiale de la Santé depuis 2007.

L'OMS s'est initialement appuyée sur les résultats de trois études aujourd'hui controversées pour recommander la circoncision comme une stratégie de prévention du VIH. Depuis lors, des études supplémentaires menées dans les pays riches où la prévalence du virus est moindre n'ont pas démontrée de protection significative contre le VIH,,,, voire une augmentation du risque chez certains sujets circoncis de par les modifications socio-comportementales induites par la croyance que la circoncision les empêcherait d'être infectés,.

Schéma de la section d'un VIH.

Selon les trois essais contrôlés randomisés sur lesquels s'est appuyé l'OMS, la circoncision aurait permis de réduire la propagation du sida de 38 % à 66 % lors des rapports vaginaux, pour le partenaire masculin. L'hypothèse de cette réduction des risques d'infections fut avancée dès 1986,, puis confirmée, par des études éthiquement et méthodologiquement douteuses, au cours des années 2000,,,. Selon ces études, cette protection partielle qu'offre la circoncision face au VIH serait due à la suppression du prépuce, considéré comme la « porte d'entrée du virus chez l'homme », car il constitue une « surface muqueuse riche en cellules immunitaires qui sont la cible du VIH »,.
Fortes des résultats de ces études réalisées dans des zones où sévit une épidémie généralisée du virus (prévalence supérieure à 3 %) et où sa transmission est essentiellement hétérosexuelle, l’OMS et ONUSIDA ont indiqué, en mars 2007, que la circoncision médicale est une stratégie additionnelle dans la lutte contre l’épidémie de sida dans des régions similaires. Ces zones étant, à quelques exceptions près, toutes situées en Afrique subsaharienne des programmes de circoncision des hommes, des enfants et des nourrissons comme moyen de réduction des risques y ont été initiés. En juillet 2010, l’OMS affichait l’objectif d’étendre la circoncision à 80 % des hommes et des nouveau-nés de l’est et du sud de l’Afrique. En 2013, l'ONUSIDA et l'OMS faisaient savoir que 3,2 millions d'hommes africains avaient été circoncis dans le cadre de services spécifiques et que 20 millions devraient l'être d'ici 2015. En 2018, près de 19 millions d'hommes africains ont été circoncis afin de prévenir la contamination par le VIH .
Hors des zones africaines à haute prévalence, certains pays tels que la Chine ou la République dominicaine ont indiqué vouloir implanter des programmes de promotion de la circoncision,. Différentes études d'acceptabilité de la procédure ont été conduites dans ce cadre,,.
L'utilisation de la circoncision comme moyen de réduction des risques dans les pays développés est toutefois sujette à controverse. Si les Centres pour le contrôle et la prévention des maladies estiment que le personnel médical devrait informer tous les parents de garçons ainsi que tous les adolescents et hommes adultes non circoncis sur les bénéfices médicaux de la circoncision , et l’American Academy of Pediatrics indique que la prévention du sida par la circoncision est incluse dans les avantages liés à l'opération (ceux-ci l'emportent sur les risques sans toutefois conduire à la circoncision systématique de tous les nourrissons), à l'inverse le Conseil national du sida français estime que la circoncision est « une modalité discutable de réduction des risques de transmission du VIH » qui n'est « pas applicable dans les pays du Nord ». La méthodologie des trois essais contrôlés randomisés fut par ailleurs l'objet de critiques dans la littérature scientifique, s'agissant tout particulièrement de la méthodologie et de l'éthique.

## Les études

### Premières hypothèses
En 1986, dans une lettre adressée au New York State Journal of Medicine, pour la première fois les taux faibles de circoncisions dans certaines régions africaines sont mis en corrélation avec un taux élevé d'infection par le VIH,. En 2000, plus de 40 études épidémiologiques ont été menées pour étudier la relation entre la circoncision et la prévalence du sida. Néanmoins, dans les années 2000, plusieurs revues systématiques d'études observationnelles appellent à la prudence et à la nécessité de conduire des essais randomisés,.

### Les troisessais contrôlés randomisés
Trois essais contrôlés randomisés ont été commandés afin de réduire les variables parasites. Ils ont été conduits en Afrique du Sud, au Kenya et en  Ouganda.
En 2005, le premier essai randomisé (celui conduit en Afrique du Sud par Agence nationale de recherches sur le sida et les hépatites virales et nommé « ANRS-1265 ») est publié. Le rapport de première instance conclut alors  que la circoncision offre une protection contre l'infection à VIH « équivalente à ce qu'un vaccin de haute efficacité aurait atteint ». Dans les organismes de santé internationaux, cette publication a suscité un intérêt accru pour l'utilisation de la circoncision pour la prévention du sida.
En 2008, une méta-analyse des résultats des trois essais a constaté que le risque chez les hommes circoncis était 0,44 fois plus élevé que chez les hommes non circoncis, et signalé qu'il faudrait effectuer pour éviter une infection par le VIH 72 circoncisions doivent être effectuées. Les auteurs ont également déclaré que l'utilisation de la circoncision comme un moyen de réduire la prévalence du sida doit être accompagnée d'une promotion du préservatif.
Enfin, il est à noter que les trois essais contrôlés randomisés ont dû être arrêtés pour des raisons d'éthique, car les hommes du groupe non circoncis avaient un taux de contraction du virus très élevé.

### Acceptabilité de lacirconcision
S'agissant de l'acceptabilité de la circoncision en Afrique, l'ONUSIDA indique que : « treize études réalisées dans neuf pays d’Afrique subsaharienne rapportent que la majorité des hommes interrogés choisiraient la circoncision si elle leur était proposée et la majorité des femmes préféreraient un partenaire sexuel circoncis. La majorité des personnes interrogées dans le cadre de ces études ont également indiqué qu’elles feraient circoncire leurs fils. ».

En dehors de l'Afrique, les résultats des études d'acceptabilité sont variables. Ainsi une étude menée en République dominicaine montre qu'après une session d'informations sur les avantages et risques liés à l'opération, 67 % des hommes acceptent de se faire circoncire, tandis que 74 % indiquent vouloir procéder à la circoncision de leur enfant. De la même manière, une étude conduite en Jamaïque et publiée en 2013 indique que 45 % des hommes non-circoncis souhaitent se faire circoncire, 66 % seraient prêts à faire circoncire leur nourrisson et 71,6 % leur jeune garçon. En outre, une étude traversable effectuée dans l'ouest de la Chine indique que l'acceptabilité de la circoncision est de 44,6 % des hommes non-circoncis. Enfin, une étude menée en Inde auprès des mères indique que 81 % de celles-ci seraient prêtes à faire circoncire leur fils dans un cadre sécurisé et gratuit.

### Leprépuce,«porte d'entrée du virus chez l'homme»
Cette protection partielle qu'offre la circoncision face au VIH est due à la suppression du prépuce qui est qualifié de « porte d'entrée du virus chez l'homme » car « (l') ablation du prépuce, et tout particulièrement de sa face interne consécutive à la circoncision, conduit à l'élimination d'une surface muqueuse riche en cellules immunitaires qui sont la cible du VIH. Le prépuce, malgré ses couches de cellules épithéliales et sa kératine, constitue bel et bien une porte d'entrée du virus chez l'homme. Un constat qui ne doit pas faire oublier que 40 % des hommes circoncis peuvent encore se faire infecter. »,.

### Prévention lors des rapports homosexuels masculins
En 2008, une méta-analyse de 53 567 hommes ayant des rapports homosexuels a constaté que le taux d'infection à VIH n'est pas significativement plus faible chez les hommes circoncis par rapport aux non-circoncis.

## Les programmes decirconcision

### Les recommandations de l’OMSet de l'ONUSIDA
À la suite de la publication des trois essais contrôlés randomisés, l'OMS et l'ONUSIDA ont publié en mars 2007 des recommandations pour intégrer la circoncision dans leur programme de mesures de prévention du sida dans les zones à haute prévalence, pour les hommes informés et volontaires ainsi que pour les mineurs suffisamment matures pour prendre une décision libre et renseignée, ou avec le consentement de leurs parents s'ils ne sont pas en âge de donner leur assentiment,. En outre, ce document indique que « la circoncision ne confère qu’une protection partielle » et qu'il convient de préconiser pour les hommes circoncis « l’utilisation correcte et régulière des préservatifs masculins et féminins, comme pour les hommes non circoncis ». Ainsi, l’OMS rappelle que la circoncision ne protège pas complètement contre l’infection à VIH. Les hommes circoncis peuvent toujours contracter l’infection à VIH et, une fois séropositifs, transmettre le virus à leurs partenaires sexuels. La circoncision ne doit pas remplacer les autres méthodes de prévention mais venir en complément
Enfin, il est à noter que l’OMS précise de façon claire que ces programmes de circoncisions doivent obéir aux principes de Droits de l’Homme et que le consentement des adultes comme des enfants doit être obtenu, pour les mineurs insuffisamment mûrs ou nouveau-nés, le consentement des parents est indispensable :
« Les pays veilleront à ce que la circoncision soit pratiquée conformément à l’éthique médicale et aux principes des droits de l’homme. Il faut obtenir le consentement éclairé des intéressés, et garantir la confidentialité et l’absence de coercition. (…) Lorsque la circoncision est pratiquée sur des mineurs (jeunes garçons et adolescents), l’enfant participera à la prise de décision, conformément à l’évolution de ses capacités. Les parents à qui il incombe de donner leur consentement, notamment pour la circoncision des nouveau-nés, recevront suffisamment d’information (…) »

### Pays africains
En 2013, l'ONUSIDA dresse une liste de 16 pays prioritaires pour la généralisation de la circoncision : « 1. Afrique du Sud 2. Botswana 3. Éthiopie 4. Kenya 5. Lesotho 6. Malawi 7. Mozambique 8. Namibie 9. Ouganda 10. République centrafricaine 11. République-Unie de Tanzanie 12. Rwanda 13. Soudan du Sud 14. Swaziland 15. Zambie 16. Zimbabwe. ». Dans ces pays, des programmes massifs de circoncisions des hommes, des enfants et des nouveau-nés ont été implantés.
L'organisation internationale indique également que : « en décembre 2012, on comptait 3,2 millions d’Africains circoncis dans le cadre de services spécifiques. Le nombre total d’hommes circoncis a presque doublé en 2012 par rapport à décembre 2011 où il n’était que de 1,5 million. Cependant, il est évident qu’il ne sera possible d’atteindre l’objectif estimé de 20 millions en 2015 que si la tendance s’accélère fortement ».

### Hors des zones à haute prévalence
Hors des zones africaines à haute prévalence, certains pays tels que la Chine ou la République dominicaine ont indiqué vouloir implanter des programmes de promotions de la circoncision,. Différentes études d'acceptabilité de la procédure ont été conduites dans ce cadre (voir ci-dessus).
L'utilisation de la circoncision comme moyen de réduction des risques dans les pays développés est sujette à controverse. L’American Academy of Pediatrics estime que la prévention du sida par la circoncision est incluse dans les avantages liés à l'opération (ceux-ci l'emportent sur les risques sans toutefois conduire à la circoncision systématique de tous les nourrissons). De la même manière, les Centres pour le contrôle et la prévention des maladies estiment que le personnel médical devrait informer tous les parents de garçons ainsi que tous les adolescents et hommes adultes non circoncis sur les bénéfices médicaux de la circoncision (s'agissant de la prévention de cancers, du sida et d'autres infection sexuellement transmissible),.
À l'inverse, le professeur Bertran Auvert (l'auteur de l'essai randomisé conduit en Afrique du Sud) estime en juillet 2011 :
« Non, cela n’a aucun sens [NDLR d'appliquer la circoncision comme moyen de prévention du sida en France ou en Belgique]. La situation est très différente sous nos latitudes. En ce qui concerne les communautés homosexuelles dans nos pays, il n’existe à l’heure actuelle aucune étude sur l’effet protecteur d’une telle intervention. Et en ce qui concerne les couples hétérosexuels, le bénéfice d’une telle mesure par rapport au coût qu’elle engendre (il faudrait circoncire quasi l’ensemble de la population masculine du pays pour réduire quelque peu le risque de transmission du virus) est inimaginable. Ce ne peut donc être en aucun cas une mesure de santé publique chez nous. Les recommandations de l’Organisation mondiale de la Santé (OMS) et d’Onusida en ce qui concerne cette intervention sont claires. Elles se limitent aux régions du monde où la prévalence de la maladie véhiculée par voie hétérosexuelle est importante. En gros, il s’agit de l’Afrique subsaharienne. ».

## Critiques

### Avis duConseil national du sida
Le CNS, organisme politique, estime que la circoncision est « une modalité discutable de réduction des risques de transmission du VIH » qui souffre d'une « communication confuse », concluant que « la circoncision comme moyen de réduction des risques s’adresse uniquement aux pays à haute prévalence » et qu'elle n'est donc « pas applicable dans les pays du Nord » . Le Conseil souligne également que des études observationnelles contredisent les essais randomisés : au « Cameroun où 93 % de la population est circoncise, la prévalence au VIH chez les hommes circoncis est de 4,1 % contre 1,1 % pour les non-circoncis » au « Lesotho, où la moitié de la population est circoncise, la prévalence chez les hommes circoncis est de 22,8 % contre 15,2 % pour les non-circoncis ».

### Risque de faux sentiment de sécurité et aspect financier
Les campagnes de circoncision peuvent créer un faux sentiment de sécurité,,, puisqu’elle peut laisser faussement croire que la circoncision immunise. Or le risque de contamination n’est pas écarté, mais seulement réduit. Des ONG s'inquiètent ainsi du fait que certains hommes nouvellement circoncis ne mettent pas de préservatif car ils s’estiment immunisés.
Enfin, il existe une controverse sur l'aspect financier : une étude menée en 2008 affirme que l’utilisation systématique du préservatif serait 95 fois moins couteuse que la circoncision.

### Problèmes d'éthique
Du fait qu’il concerne les nouveau-nés et les enfants, le programme de circoncision de l’OMS pour la prévention de HIV, est au cœur de la polémique relative au droit à l’intégrité physique (voir les articles Aspects juridiques de la circoncision et Controverses sur la circoncision). Il est donc nécessaire d'avoir recours à cette pratique en respectant les droits de l'homme et en veillant à ce qu'elle se déroule en toute sécurité et avec le consentement clair des parties intéressées.